# Стефан Яворский
Митрополит Стефа́н (в миру Симеон Иванович Яворский; в унии Станислав; 1658, Яворов, Русское воеводство, Речь Посполитая — 27 ноября (8 декабря) 1722, Москва, Российская империя) — епископ Русской православной церкви; с 7 апреля 1700 года митрополит Рязанский и Муромский; с 16 декабря того же года экзарх и блюститель патриаршего престола («экзарх, блюститель и администратор Патриаршего Стола») — в годы, предшествовавшие упразднению патриаршества при Петре I. С 22 октября 1721 года Президент Духовной коллегии (Святейшего синода).
Выступал с осуждением протестантских воззрений и тенденций в Русской Церкви, насаждавшихся Петром I и Феофаном Прокоповичем.

## Биография
Родился в 1658 году в городе Яворове в Галиции (ныне в Львовской области), в православной семье. Происходит из шляхетского рода Яворских, герба Сас.
После Андрусовского перемирия 1667 года семья Яворских переселяется в сельцо Красиловку, близ Нежина.

### Образование
Грамоте Стефан выучился ещё в Галиции, а дальнейшее образование получил в Киево-Могилянской коллегии. Преподавание здесь велось на латинском языке, в духе строго схоластическом. В последние годы своего пребывания в коллегии Яворский мог воспользоваться лекциями по богословию и философии известного схоласта Иоасафа Кроковского и приобрёл покровителя в лице Варлаама Ясинского, позднее митрополита Киевского. В 1684 году он написал в его честь панегирик: «Hercules post Atlantem, infracto virtutum robore honorarium pondus sustinens», где Геркулес — Ясинский, а Атлант — его предшественник Гизель. Панегирик написан на латинском языке, стихами и прозой, вперемежку с польскими стихами.
Учителем Яворского был профессор Киево-Могилянской академии Иосиф (Кононович-Горбацкий).

### Униатство
В 1684 году Симеон уехал из Киева. Чтобы получить доступ в католические школы, ему пришлось принять унию под именем Станислава Симона (в те времена такой поступок не был исключительным). Стефан побывал в высших католических школах: во Львове и Люблине он прослушал философию, в Познани и Вильне — богословие, усвоил все начала схоластической премудрости, искусно слагал стихи на латинском, польском и церковнославянском языках, писал великолепные панегирики. Он вынес также из польских школ основательное знакомство с католическим богословием и враждебное отношение к протестантизму.

### Покаяние и монашество
В 1687 году Стефан вернулся в Киев, принёс покаяние в своём отречении от православной церкви, был принят снова в её лоно и, по совету Варлаама Ясинского, в 1689 постригся в монахи. Несколько лет он преподавал в Киево-Могилянской коллегии и был её префектом: он читал риторику, пиитику, философию и богословие. Есть известие (в памфлете «Молоток на камень веры» и в письмах иерусалимского патриарха Досифея), что Стефан «весьма папежское учение в киевских учениях утвердил». В споре о времени пресуществления святых даров Стефан не примкнул ни к великоруссам, ни к малоруссам, а держался среднего мнения.
В 1697 году он был назначен игуменом Никольского Пустынного монастыря. Он был ближайшим помощником Киевского митрополита в его сношениях с московским правительством, неоднократно исполнял различные церковно-административные поручения и ездил в Москву.

### Епископ

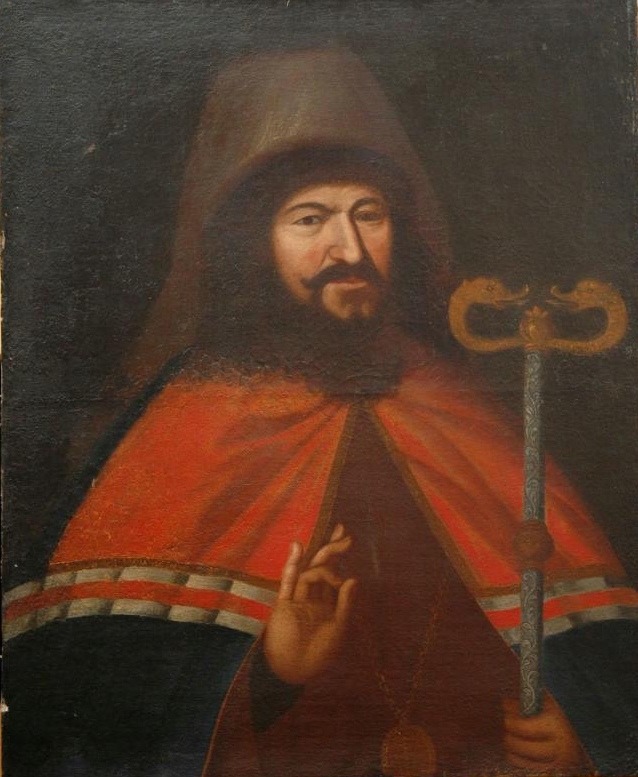
Портрет Стефана Яворского, XVIII в.

В январе 1700 года митрополит, отправляя Яворского с другим игуменом в Москву, послал с ними письмо патриарху, в котором просил учредить Переяславскую епархию и поставить в епископы одного из двух игуменов. В Москве случайное событие выдвинуло Стефана: умер воевода Алексей Семёнович Шеин, и на погребении его, в присутствии царя, проповедь поручили говорить Яворскому. Петру понравились и предика, и сам проповедник; он указал патриарху Адриану посвятить Стефана в архиереи какой-нибудь из великорусских епархий, «где прилично, не в дальнем расстоянии от Москвы». Стефан, тяготевший к Киеву, пытался отказаться от этой чести, но в апреле 1700 года был поставлен в митрополита Рязанского и Муромского. В том же году, после смерти Адриана, царь указал Стефану быть местоблюстителем патриаршего престола.
Выбирая Стефана царь, прежде всего видел в нём человека с западной образованностью, которой он не находил в московском духовенстве. Кроме того, в глазах Петра Стефан был человеком новым, свободным от традиций старой московской партии. Приверженцы старины не радовались его назначению. Он был и «обливанцем», и человеком, принёсшим из польских школ вместе с латинской учёностью латинские ереси. На первых порах Стефану пришлось оправдываться и опровергать обличения, шедшие от иерусалимского патриарха. Для Петра, однако, Стефан оказался слишком консервативным, а для старорусской партии — совсем уж не таким реформатором; поэтому впоследствии с одной стороны последовало охлаждение, с другой — сближение. Пока деятельность Петра была посвящена политике и войне и заботам о просвещении, Стефан вполне сочувствовал ей. В целом ряде проповедей, в новолетие или по поводу побед, он явился блестящим (с схоластической точки зрения) панегиристом военных дел Петра. В угоду царю Стефан повсюду ставил в архиереи чужеземцев, людей образованных. Славяно-Греко-Латинскую академию он реформировал и завёл в ней вместо эллинских учения «латинския», то есть схоластику в методах и содержании.
Церковно-административная деятельность Стефана была не широка: власть местоблюстителя сравнительно с патриаршьей была ограничена Петром, и взамен патриаршьего приказа был учреждён монастырский, под светским управлением. В духовных делах в большинстве случаев Стефан должен был совещаться с собором епископов. С течением времени определились ясно ограничительные по отношению к церковной власти тенденции царя. Стало очевидно, что Пётр не думает назначать патриарха, а наоборот, думает уничтожить самое патриаршество. В 1711 году были введены в церковные суды фискалы от гражданского ведомства. В 1715 году Пётр открыто выразил своё отношение к патриаршеству и иерархам в своих шутовских пародиях на церковные церемонии. В то же время завязываются и крепнут благосклонные отношения царя к протестантам и протестантизму. Стефан оказался в рядах приверженцев старины, стал помехой (правда, далеко не активной) Петру и терял мало-помалу своё значение. Собственно, Стефан по складу своей жизни, по своему образованию вовсе не был приверженцем старины; но католические принципы, им усвоенные, мешали ему сочувствовать преобразователю. Иногда содержание протеста, внушенного католицизмом, совпадало с содержанием протеста, шедшего из партии приверженцев старины. Как и последние, Стефан шёл наперекор царю в вопросе о размерах церковной власти, так как он из католической системы заимствовал принцип главенства церкви. Отсюда все злоключения Стефана. Пользуясь запутанной формой схоластических проповедей, Стефан нередко делал неприязненные намеки на действия царя. Сознавая свою неспособность к открытой борьбе, он не раз просил об отставке, но тщетно: Пётр держал его при себе до самой его смерти, проводя под его иногда вынужденным благословением все неприятные для Стефана реформы.

### Опала
У Стефана не хватало сил открыто разорвать с царём, и в то же время он не мог примириться с происходящим. В 1712 году Стефан подверг резкой критике учреждение фискалов и современное положение России, назвав царевича Алексея «единой надеждой» страны. Сенаторы, слушавшие проповедь, поспешили препроводить её текст царю. Пётр оставил Стефана в покое, но сохранил в силе сенаторский запрет проповедовать. При разборе дела об Алексее царь старался добраться до Стефана, желая изобличить его в сношениях с царевичем.
В 1713 году началось дело Тверитинова и других, увлекавшихся лютеранством. Стефан приложил все свои силы, чтобы изобличить их и тем косвенно обвинить и самого царя, потворствовавшего лютеранам. Это дело ясно обнаружило диаметральную противоположность тенденций Петра и Стефана и произвело окончательный разлад между ними. Пока шёл суд над еретиками, он писал обширное сочинение против лютеран: «Камень веры, православным церкве святыя сыном — на утверждение и духовное созидание, претыкающимся же о камень претыкания и соблазна — на восстание и исправление». Книга имеет в виду специально православных, склоняющихся к протестантству, и обнимает все догматы, оспариваемые протестантами. Каждый догмат излагается, затем доказывается, и, наконец, опровергаются возражения на него. Доказательства Стефан берет из Св. Писания, соборных правил, святых Отцов. Оспаривая протестантские мнения, Стефан обильно черпает доводы из католической системы. Католический элемент вошёл в статьи об оправдании, о благих делах, о заслугах сверх требуемых, о наказании еретиков. Мнения, изложенные в статье о наказании еретиков. Стефан окончил «Камень веры» в 1718 году, но при жизни Петра книга не могла быть отпечатана и была издана только в 1728 году, с разрешения Верховного тайного совета, по засвидетельствованию Феофилакта Лопатинского и под его наблюдением. Протестанты тотчас же по выходе книги начали полемику против неё (рецензия в Лейпцигских учёных актах 1729 года, книга Буддея 1729 года, диссертация Мосгейма 1731 г. и т. д.). Её взяли под свою защиту католики: доминиканец Рибейра написал опровержение на книгу Буддея. В России вышел злостный памфлет на «Камень веры», «Молоток на камень веры», с выходками против Стефана.
Сравнивая богословские системы Стефана Яворского и Феофана Прокоповича, Юрий Самарин отмечал: «Первая из них заимствована у католиков, вторая — у протестантов. Первая была односторонним противодействием влиянию реформации; вторая таким же односторонним противодействием иезуитской школе. Церковь терпит ту и другую, признавая в них эту отрицательную сторону. Но ни той, ни другой церковь не возвела на степень своей системы, и ни той, ни другой не осудила; след., лежащее в основании обеих понятие о церковной системе церковь исключила из своей сферы, признала себе чуждым. Мы вправе сказать, что православная церковь не имеет системы и не должна иметь её». Этими словами Самарина определяется значение «Камня веры».
Последовавшие за делом Тверитинова события ещё больше расширяли пропасть между царём и Стефаном В 1718 года состоялся процесс царевича Алексея. 18 мая царь указал Стефану приехать в Петербург и держал его здесь почти до самой смерти, лишая его этим даже той незначительной власти, которой он дотоле пользовался. Митрополит Стефан просил помиловать царевича Алексея. Его просьба не была удовлетворена. Он лишь смог сам исполнить последние обряды над телом умершего и 30 июня 1718 года совершить погребение.
Приблизительно в это время разыгрался инцидент с Феофаном Прокоповичем. Стефан не желал, чтобы Феофану досталось епископское место. Он видел в его учениях, в его лекциях сильные следы протестантского влияния. Царь выслушал оправдания Феофана и назначил его епископом; Стефан должен был принести извинение перед Феофаном. Он сделал это, чувствуя себя правым. Церковно-административная деятельность Стефана совершенно прекратилась; он не принимал никакого участия в подготовительных действиях к церковной реформе, без него писался Духовный регламент, церковное управление также шло мимо его рук.
Стефан пытался выяснить свое положение и в 1718 году спрашивал царя: 1) возвратиться ли ему в Москву или жить в Петербурге, 2) где жить в Петербурге, 3) как управлять ему издали своей епархией, 4) вызывать ли архиереев в Петербург, 5) как замещать архиерейские места. Царь предписал ему жить в Петербурге, построить подворье на свои деньги, Рязанской епархией управлять через крутицкого архиепископа и т. д. В конце царь писал: «…а для лучшего впредь управления мнится быть должно надобной коллегии, дабы удобнее впредь такое великое дело управлять было возможно». В феврале 1720 года Устав Духовной коллегии был утвержден; через год был открыт Синод; президентом Синода царь назначил Стефана, меньше всех других сочувствовавшего этому учреждению. Стефан отказывался подписывать протоколы Синода, не бывал в его заседаниях. Никакого влияния на синодальные дела Стефан не имел; царь, очевидно, держал его только для того, чтобы, пользуясь его именем, придать известную санкцию новому учреждению. За все время пребывания в Синоде Стефан находился под следствием по политическим делам. То его оговаривал кабальный человек Любимов в том, что он сочувственно относился к его, Любимова, сочинениям (1721); то монах Левин показывал, что Стефан будто бы говорил ему: «государь меня определял в Синод, а я не хотел, и за то стоял пред ним на коленях под мечом», и ещё: «и сам я желаю в Польшу отъехать» (1722). При ближайшем исследовании оговоры оказывались не имеющими оснований, но Стефана постоянно допрашивали. В своей привязанности к основанному им в Нежине монастырю он тоже не находил утешения, потому что обнаружил большое хищение денег, присланных им на устройство монастыря. Все эти неприятности сокращали жизнь Стефану. Свою библиотеку он пожертвовал Нежинскому монастырю, присоединив к каталогу книг трогательную элегию на латинском языке.
Стефан Яворский умер в Москве 24 ноября 1722 года. Его тело было отправлено в Рязань, где и погребено в Успенском кафедральном соборе. В 1799 году гробница с его останками была перенесена в Архангельский собор Рязани, в южный аркосолий алтаря. 18 июня 1998 года была обнаружена гробница с его останками, которые 11 сентября этого же года были перенесены в Свято-Троицкий монастырь Рязани. Белокаменная гробница митрополита Стефана в настоящее время находится в южном аркосолии алтаря Архангельского собора.

## Проповеди
Литературное наследие Стефана Яворского обширно: в него входят проповеди, поэтические произведения на церковнославянском, польском и латинском языках, памфлеты, фундаментальный богословский трактат «Камень веры», изданный после его смерти в 1728 г. Феофилактом Лопатинским и направленный против протестантизма.
В проповеднических произведениях Стефана нашли отражение все основные требования схоластической школы к форме, построению и развитию проповедей. Любимец Петра Великого Михаил Ширяев написал в защиту «Камня веры» одно из своих стихотворений.
Как проповедник Стефан восхищал своих современников. Даже враги Стефана отзывались о его проповедях следующим образом: «что до витийства касается, правда, что имел Стефан Яворский удивительный дар и едва подобные ему в учителях российских обрестись могли. Мне довольно приходилось видеть, что он своими поучениями мог возбуждать в слушателях смех или слезы, чему много способствовали движения тела, рук, помавание очей и лица применение, что природа ему дала». Быть может, манера Стефана Яворского обеспечивала ему успех, для нас в настоящее время совершенно непонятный. И в своём красноречии Стефан оставался верен католическим тенденциям. Проповеди его отличаются отвлечённостью и оторванностью от жизни; построение их в высшей степени изысканное («люди подобно рыбам. Рыбы родятся в водах, люди — в водах крещения; рыбы обуреваются волнами, люди тоже» и т. д.). С формальной стороны проповеди Стефана обильны натянутыми символами и аллегориями, игрой слов. Вообще они соединяют в себе все характерные черты католической проповеди XVI—XVII вв. Он составил ещё, по Мальвенде, сочинение «Знамения пришествия антихристова и кончины века», на которое ссылались в подтверждение мнения, что Пётр — антихрист. После смерти Стефана долго не оставляли в покое; полемисты высказывали даже мысль о том, что Стефан был тайный иезуит. Проповеди Стефана Яворского частично изданы в Москве в 1804—1805 годы, а также отдельными фрагментами в издании «Неизданные проповеди С. Яворского» со статьей И. А. Чистовича, СПб., 1867 («Христианское чтение», 1867).

## Публикации
- «Риторическая рука. Сочинение Стефана Яворского, перевод с лат. Фед. Поликарпова», изд. Общ. любит. древн. письменности;
- Митрополит Стефан Яворский. Сочинения / публ., вступ.ст., словарь терминов и указ. имен Н. Н. Бородкиной. Саратов, 2014, ISBN 978-5-9758-1540-8.
- Митрополит Стефан Яворский. Похвальные и торжественные слова, переписка / публ.,вступ.ст.,словарь терминов и указ. имен Н. Н. Бородкиной. Саратов, 2015. ISBN 978-5-9999-2411-7.
- Митрополит Стефан Яворский. Неизданные сочинения / предисл., подг. текста, комментарии, словарь терминов и указ. имен Н. Н. Бородкиной. Саратов, 2017. ISBN 978-5-9999-2824-5.
- Неизвестная проповедь Стефана Яворского о российском гербе (1702) // Культурное наследие России, № 2 (9), апрель-июнь, 2015. — С. 29-38
- Неизвестная проповедь митрополита Стефана (Яворского) о немом и глухом духе / публ. А. И. Поповича // Палеоросия. Древняя Русь: во времени, в личностях, в идеях. — 2022. — № 1 (17). — С. 151–171.
- Смерть и жизнь «на общую пользу» в Петровскую эпоху: две проповеди Стефана Яворского / публ. А. И. Поповича // Герменевтика древнерусской литературы. — 2023. — Сб. 22. — С. 83–138.